# برايان غرانت
برايان غرانت (بالإنجليزية: Brian Grant)‏ (19 يونيو 1964 في المملكة المتحدة - ) هو لاعب كرة قدم بريطاني في مركز الوسط. لعب مع نادي أبردين ونادي دندي ونادي هيبرنيان ونادي ستيرلينغ ألبيون.

## وصلات خارجية
- برايان غرانت على موقع قاعدة بيانات كرة القدم.إي يو (الإنجليزية)
- برايان غرانت على موقع Soccerbase.com (لاعب) (الإنجليزية)